# Rupinder Singh
Pour les articles homonymes, voir Singh.
Rupinder Singh dit Rupinder Pal Singh (en pendjabi : ਰੁਪਿੰਦਰ ਪਾਲ ਸਿੰਘ, et en hindi : रुपिंदर पाल सिंह) est un joueur de hockey sur gazon professionnel à la retraite, qui représentait auparavant l'Inde dans l'équipe indienne de hockey. Il a joué en tant qu'arrière et est connu pour être l'un des meilleurs « drag-flickers (en) » au monde. Il a représenté l'Inde aux Jeux du Commonwealth de 2014 à Glasgow, aux Jeux asiatiques de 2014 à Incheon, aux Jeux olympiques d'été de 2016 à Rio de Janeiro, et aux Jeux du Commonwealth de 2018, tenus à Gold Coast, en Australie ainsi qu'aux Jeux olympiques d'été de 2020 à Tokyo où il est médaillé de bronze.

## Première vie
Rupinder Pal Singh est né dans une famille sikhe à Faridkot, Punjab. Benjamin de la famille, il commence à pratiquer le hockey sur gazon à l'âge de onze ans. Il a un lien de parenté avec le joueur de hockey international, Gagan Ajit Singh. Son intérêt pour le hockey s'est accru lorsqu'il a été sélectionné pour la Chandigarh Hockey Academy.

## Carrière
Les débuts internationaux de Singh ont lieu en mai 2010 en Sultan Azlan Shah Cup à Ipoh. Son équipe remporte la Sultan Azlan Shah Cup 2010. L'année suivante, Rupinder marque son premier hat-trick international contre la Grande-Bretagne lors de la Sultan Azlan Shah Cup 2011. Dans le même tournoi, Singh remporte le prix de meilleur buteur et est nommé dans l'équipe Sultan Azlan Shah XI. Lors de la Coupe du monde masculine de hockey sur gazon 2014, Rupinder est nommé vice-capitaine de l'équipe.

## Championnat indien
Rupinder a été acheté par la franchise de Delhi, qui s'appelait alors les Delhi Waveriders, pour une grosse somme. Au cours d'une interview, Rupinder aurait déclaré : « J'ai été surpris quand l'équipe de Delhi m'a récupéré pour un montant aussi élevé, mais le tournoi m'a donné une bonne plateforme pour perfectionner mes compétences, passer du temps avec des joueurs comme Sardar Singh et Nicolas Jacobi m'a beaucoup fait améliorer mon jeu et cela s'est vu dans mes performances. Même si nous avons perdu contre Ranchi en finale, l'équipe a fait un bon parcours dans le tournoi. ». Il a prouvé sa valeur en marquant sept buts pour l'équipe, qui termine deuxième de la ligue. Lors de la deuxième saison, l'équipe de Rupinder remporte la saison 2014, avec Singh marquant 7 buts. Rupinder est nommé joueur du tournoi lors de la saison 2016, et grâce à ses importantes contributions, les Delhi Waveriders ont ensuite obtenu la 3e position en Hockey India League (HIL) cette année-là. En 2017, il est le capitaine des Delhi Waveriders, emmenant l'équipe en demi-finale. Rupinder joue aussi régulièrement pour Indian Overseas Bank (Indian Bank basée à Chennai) depuis de nombreuses années.

## Réalisations professionnelles
- Il a participé à la Sultan Azlan Shah Cup 2010, où l'Inde a remporté la médaille d'or.
- Il a participé à la Sultan Azlan Shah Cup 2011, a remporté le prix Meilleur buteur, nommé dans le XI du Sultan Azlan Shah[8].
- Il a participé au Champions Trophy d'Asie masculin 2011, où l'Inde a remporté la médaille d'or.
- Il a participé au Champions Challenge masculin 2011, où l'Inde a remporté la médaille d'argent.
- Il a participé à la Sultan Azlan Shah Cup 2012, où l'Inde a remporté le bronze.
- Il a participé au Champions Trophy masculin 2012, où l'Inde s'est classée 4e.
- Il a participé au Champions Trophy d'Asie masculin 2012, où l'Inde a remporté la médaille d'argent.
- Il a participé au Deuxième tour de la ligue mondiale de hockey sur gazon masculin 2012-2013, a marqué 7 buts.
- Il a participé à la Sultan Azlan Shah Cup 2013, a remporté le prix Meilleur buteur[9].
- Il a participé à la Coupe d'Asie masculine de hockey sur gazon 2013, où l'Inde a remporté l'argent, a marqué 6 buts.
- Il a participé à la Coupe du monde masculine de hockey sur gazon 2014.
- Il a participé aux Jeux du Commonwealth de 2014, où l'Inde a remporté la médaille d'argent.
- Il a participé aux Jeux asiatiques de 2014, tenus à Incheon, où l'Inde a remporté l'or.
- Il a participé au Champions Trophy masculin 2014, où l'Inde s'est classée 4e.
- Il a participé à la Ligue mondiale de hockey sur gazon masculin 2014-2015, où l'Inde a remporté le bronze.
- Il a participé au Champions Trophy d'Asie masculin 2016, où l'Inde a remporté la médaille d'or.
- Il a représenté l'Inde aux Jeux Olympiques de 2016 qui se sont tenus à Rio De Janeiro.
- Il a participé au Champions Trophy d'Asie masculin 2016, où l'Inde a remporté la médaille d'or, et il a remporté le prix "Meilleur buteur du tournoi" (11 buts) et le prix "Meilleur joueur du tournoi".
- Il a représenté l'Inde lors du tournoi sur invitation des 4 nations, qui s'est tenu à Melbourne, où il a remporté le prix "Meilleur buteur du tournoi" (6 buts).
- Il a participé à la Sultan Azlan Shah Cup 2017, où l'Inde a remporté le bronze.
- Il a participé à la finale de la Ligue mondiale de hockey sur gazon masculin 2017 à Bhubaneshwar, où l'Inde a remporté le bronze, et il a remporté le "Fan's Choice Award".
- Il a participé au Tournoi Invitation des 4 Nations 2018, qui s'est tenu à Tauranga et Hamilton, en Nouvelle-Zélande.
- Il a participé aux Jeux du Commonwealth de 2018, tenus à Gold Coast, en Australie.
- Il a participé aux Jeux asiatiques de 2018, tenus à Jakarta, où l'Inde a remporté le bronze.
- Il a participé aux Jeux olympiques de Tokyo en 2020, qui se sont tenus à Tokyo, où l'Inde a remporté le bronze.